# Cosmétique de l’ennemi
Cosmétique de l’ennemi, geschreven in 2001, is de tiende roman van Amélie Nothomb, en ook de tiende die werd uitgegeven door Albin Michel.

## Samenvatting
Het hele verhaal speelt zich af in de wachtzaal van een luchthaven. Nothomb laat ons getuige zijn van een gesprek dat daar plaatsvindt tussen twee mannen. Jérôme Angust, een zakenman die op een vliegtuig met vertraging wacht, wordt benaderd door een onbekende, Textor Texel. Deze laatste overvalt hem met een relaas over zijn leven; zijn moord op een klasgenoot, zijn voorkeur voor het eten van kattenvoer, de verkrachting van een jonge vrouw in een mausoleum op het kerkhof van Montmartre en de moord die hij vele jaren later op haar pleegt. Werkelijk niets onthoudt hij de verbijsterde zakenman: noch de feiten, noch waarom hij ze pleegde, noch zijn innerlijke worsteling met de religie en de 'ziekte' waar hij onder lijdt, zijn schuldgevoelens. Angust beseft stilaan dat Texel zijn beul is, die hem zal blijven lastigvallen tot en met de laatste dialoog en zijn eigen einde.
De roman begint met deze twee intrigerende zinnen:
"Cosmétique, l'homme se lissa les cheveux avec le plat de la main. Il fallait qu'il fût présentable afin de rencontrer sa victime dans les règles de l'art."
(vert.) Cosmetisch streek de man zijn haar glad met de vlakke hand. Hij moest er fatsoenlijk uitzien als hij zijn slachtoffer wilde ontmoeten volgens de regels van de kunst.